# Selenzowo (Kaliningrad, Prawdinsk)
Selenzowo (russisch Зеленцово, deutsch Grünthal) ist ein Ort in der russischen Oblast Kaliningrad (Gebiet um ehem. Königsberg) und gehört zur Prawdinskoje gorodskoje posselenije (Stadtgemeinde Prawdinsk (Friedland in Ostpreußen)) im Rajon Prawdinsk (Kreis Friedland).

## Geographische Lage
Selenzowo liegt einen Kilometer nördlich von Sewskoje (Böttchersdorf) unweit der russischen Fernstraße A 196 (ehemalige deutsche Reichsstraße 131). Bis 1945 war Böttchersdorf die nächste Bahnstation an der Bahnstrecke von Königsberg (heute russisch: Kaliningrad) nach Angerburg (heute polnisch: Węgorzewo), die heute nicht mehr in Betrieb ist.

## Geschichte
Am 11. Juni 1874 gehörte der damalige Gutsbezirk Grünthal zu den sechs Landgemeinden bzw. Gutsbezirken, die den neu errichteten Amtsbezirk Böttchersdorf (heute russisch: Sewskoje) bildeten. Er gehörte bis 1927 zum Landkreis Friedland, danach bis 1945 zum Landkreis Bartenstein (Ostpr.) im Regierungsbezirk Königsberg der preußischen Provinz Ostpreußen. Im Jahre 1910 zählte das Dorf 38 Einwohner.
Am 30. September 1928 gab Grünthal seine Selbständigkeit auf und schloss sich mit dem Gutsbezirk Krügerwalde (russisch: Rasdolje) und den Landgemeinden Böttchersdorf (Sewskoje) und Klein Pothlack (auch: Rasdolje) zur neuen Landgemeinde Böttchersdorf zusammen.
Infolge des Zweiten Weltkrieges kam Grünthal mit dem nördlichen Teil Ostpreußens zur Sowjetunion und erhielt 1947 den russischen Ortsnamen „Selenzowo“. Bis zum Jahre 2009 war der Ort innerhalb der seit 1991/92 russischen Oblast Kaliningrad in den Sewski sowjet (Dorfsowjet Sewskoje (Böttchersdorf)) eingegliedert. Seither ist Selenzowo – aufgrund einer Struktur- und Verwaltungsreform – eine als „Siedlung“ (russisch: possjolok) eingestufte Ortschaft innerhalb der Prawdinskoje gorodskoje posselenije (Stadtgemeinde Prawdinsk (Friedland in Ostpreußen)) im Rajon Prawdinsk.

## Kirche
Mehrheitlich war die Bevölkerung von Grünthal vor 1945 evangelischer Konfession und somit in das Kirchspiel Böttchersdorf (russisch: Sewskoje) eingepfarrt. Es lag im Kirchenkreis Friedland (Ostpr.) (Prawdinsk) bzw. Bartenstein (heute polnisch: Bartoszyce) in der Kirchenprovinz Ostpreußen der Kirche der Altpreußischen Union.
Heute liegt Selenzowo im Bereich der evangelischen Kirchengemeinde in Prawdinsk (Friedland in Ostpreußen), die ihrerseits Filialkirche der Auferstehungskirche in Kaliningrad (Königsberg) ist. Sie gehört zur Propstei Kaliningrad in der Evangelisch-Lutherischen Kirche Europäisches Russland (ELKER).

## Persönlichkeit
- Eldor Pohl (* 9. Januar 1857 in Grünthal; † 1935), Oberbürgermeister von Tilsit und Verwaltungschef in Wilna